# Catalanura
Genre
Catalanura est un genre de collemboles de la famille des Neanuridae.

## Distribution
Les espèces de ce genre se rencontrent en Europe du Sud.

## Liste des espèces
Selon Checklist of the Collembola of the World (version du 10 octobre 2019) :
- Catalanura catalana (Deharveng, 1979)
- Catalanura florae Arbea & Jordana, 1991
- Catalanura najtae (Deharveng, 1979)

## Publication originale
- Deharveng, 1982 : Clé de détermination des genres de Neanurinae (Collemboles) d'Europe et de la région méditerranéenne, avec description de deux nouveaux genres. Travaux du Laboratoire d'Écobiologie des Arthropodes Edaphiques Toulouse, vol. 3, no 4, p. 7-13.